# Klaus Marquardt (Manager)
Klaus Marquardt (* 18. Dezember 1926 in Berlin; † 13. September 2023 in Bochum) ist ein ehemaliger deutscher Wirtschaftsmanager bei der Aral AG.

## Leben
Klaus Marquardt wurde als Sohn des promovierten Juristen Arno Marquardt in Berlin geboren. Sein Abitur legte er am Realgymnasium ab. Danach studierte er bis 1948 an der Humboldt-Universität Volkswirtschaft. 1951 promovierte er an der Technischen Universität Berlin zum Dr. rer. pol. Im selben Jahr absolvierte er ein Volontariat in der Berliner Niederlassung der Kohlenstoff AG, Rechtsvorgängerin der späteren Aral AG. 1952 in die volkswirtschaftliche Abteilung der Unternehmenszentrale in Bochum beordert, begann sein Aufstieg bis in die Unternehmensspitze.
1957 wurde er Prokurist in der Abteilung Warenversorgung und Auslandsgeschäft. Ab 1959 war er als Direktor mit Grundsatzfragen des Konzerns befasst. 1962 trat er in den Vorstand ein, zunächst nur als stellvertretendes Mitglied, 1966 schließlich als permanentes Mitglied mit allen Befugnissen ausgestattet, ab 1971 auch den Vorsitz mit eingeschlossen. Durch angemessenes Reagieren auf die sich verändernden wirtschaftlichen und gesellschaftlichen Rahmenbedingungen (Energieeinsparung, Öl-Substitution), in Form von Rationalisierungsmaßnahmen konnte die Aral AG ihre führende Position im Inlands-Kraftstoffmarkt behaupten. Ende 1986 hatte Marquardt das Pensionsalter erreicht.
Klaus Marquardt, der sich im hohen Alter seiner Leidenschaft für alte Kunst hingab, engagierte sich neben beziehungsweise nach seiner beruflichen Tätigkeit in verschiedenen Organisationen und Gremien. So war er Vorstandsvorsitzender des Mineralölwirtschaftsverbandes und der Westfalenbank AG, außerdem Mitglied des Gesamt-Aufsichtsrates der Gerling-Konzern-Gesellschaften und Verwaltungsbeiratsmitglied der Dresdner Bank AG. Auch war er Mitinhaber der Intercountry Management Corporation in Meggen bei Luzern. Große ehrenamtliche Verdienste erwarb er sich als Vorsitzender der Gesellschaft der Freunde der Ruhr-Universität Bochum. Ihm zu Ehren richtete die Universität in den 1980er Jahren den jährlich zu vergebenden Absolventenpreis für herausragende wissenschaftliche Abschlussarbeiten der sozialwissenschaftlichen Fakultät, den „Dr.-Klaus-Marquardt-Preis“, ein. Er verstarb am 13. September 2023 in Bochum.

## Auszeichnungen
- 1985: Großes Bundesverdienstkreuz
- (Jahr unbek.): Ehrensenator der Ruhr-Universität Bochum